# Крестич, Василие
Василие Крестич (серб. Василије Крестић) (род. 20 июля 1932 года, Джяла) — выдающийся югославский и сербский историк, академик Сербской академии наук и искусств.

## Биография
Василие Крестич родился 20 июля 1932 года в селе Джяла, в Королевстве Югославия. Там окончил основную школу, а гимназию — в Зренянине. В 1957 году завершил обучение на Философском факультете Белградского университета. Здесь же спустя 10 лет защитил докторскую диссертацию по теме «Хорватско-венгерское соглашение 1868 года».
в САНУ с ноября 1993 по апрель 2011 года был секретарем Отделения исторических наук.

## Научная деятельность
Основной специализацией Крестича стали история сербов и хорватов, сербско-хорватские отношения, а также югославская идея. Всего его перу принадлежит более 250 книг и статей. Работы Крестича переводились и публиковались на английском, французском, немецком, венгерском, чешском, болгарском и греческом языках. Крестич является лауреатом ряда наград за научную деятельность.
Является членом Матицы сербской и Исторического общества Сербии.
Один из главных инициаторов выпуска Меморандума Сербской академии наук и искусств. По состоянию на 2024 год — единственный ныне живущий его подписант.
Работы Крестича периодически подвергаются критике в Хорватии.

## Награды
- Орден Звезды Карагеоргия I степени (2022)[3].